# Motta dei Cunicci
La Motta dei Cunicci è una piccola isola della Laguna Veneta. Si trova a nordest di Torcello, nei pressi di Santa Cristina. Il nome, in dialetto veneziano "montagnola dei conigli", si lega alla presenza di questi animali.
È uno degli ultimi lembi di Ammiana, un fiorente centro abitato abbandonato nel basso medioevo a causa dell'erosione delle acque. In questi luoghi doveva sorgere la chiesa di San Pietro di Casacalba, da secoli inghiottita dalle acque lagunari.